# 巴尔德迪奥斯圣救主教堂
巴尔德迪奥斯圣救主教堂（西班牙語：Iglesia de San Salvador de Valdediós）是一座位于西班牙阿斯图里亚斯比利亚维西奥萨市郊的前罗曼式天主教堂。根据传说，教堂附近地区是阿方索三世被他三个儿子反叛围困的地方。

## 历史
1931年6月3日，西班牙第二共和国临时政府批准了一批西班牙历史艺术古迹。该教堂名列其中。
1954年和1970年，阿斯图里亚斯的建筑师对教堂进行了修复。2011年，专业人员完成了对该教堂整体修复项目的第一阶段。这一阶段主要完成了对建筑结构的加固，并增加了教堂的防潮设计。

## 图集

图纸
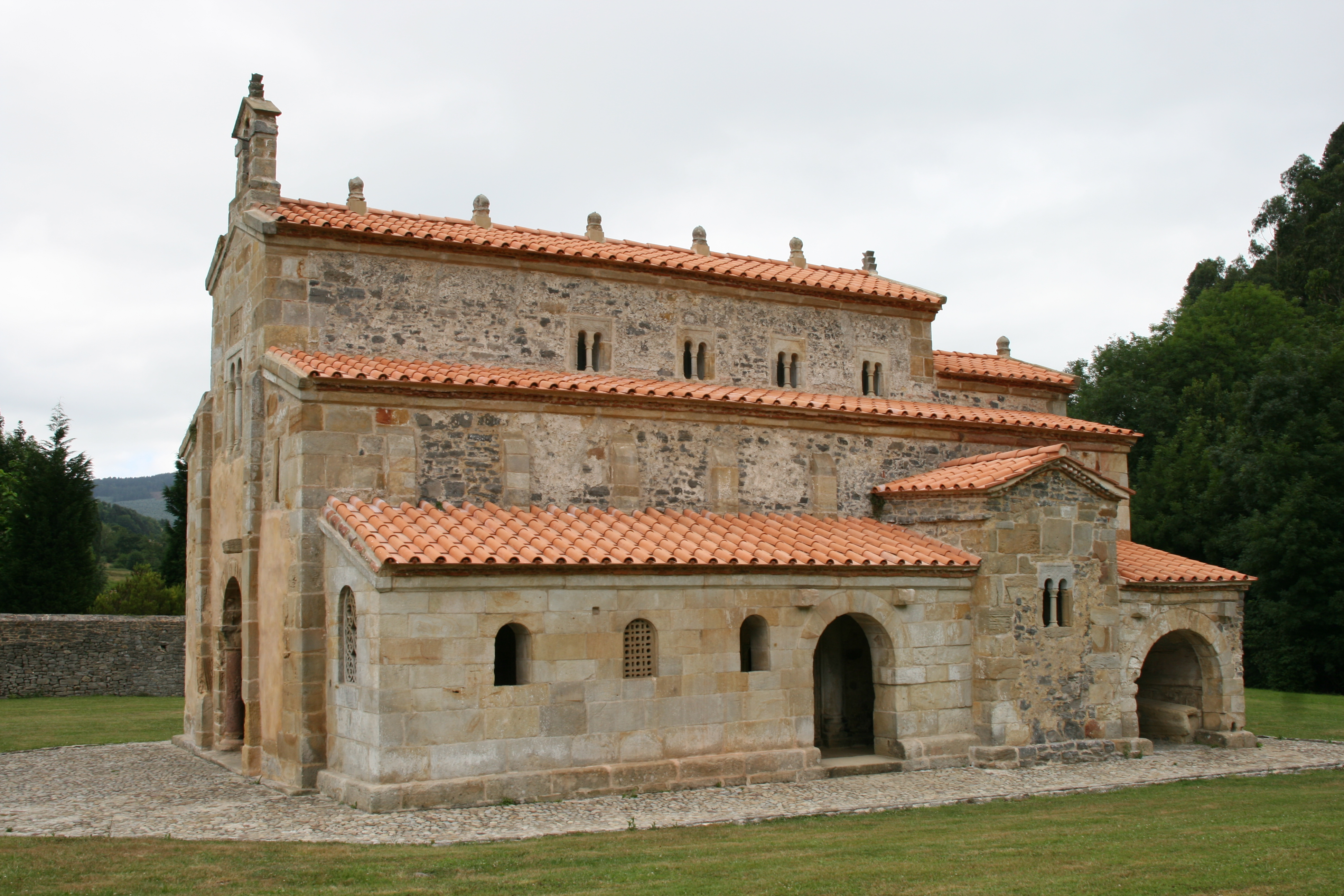
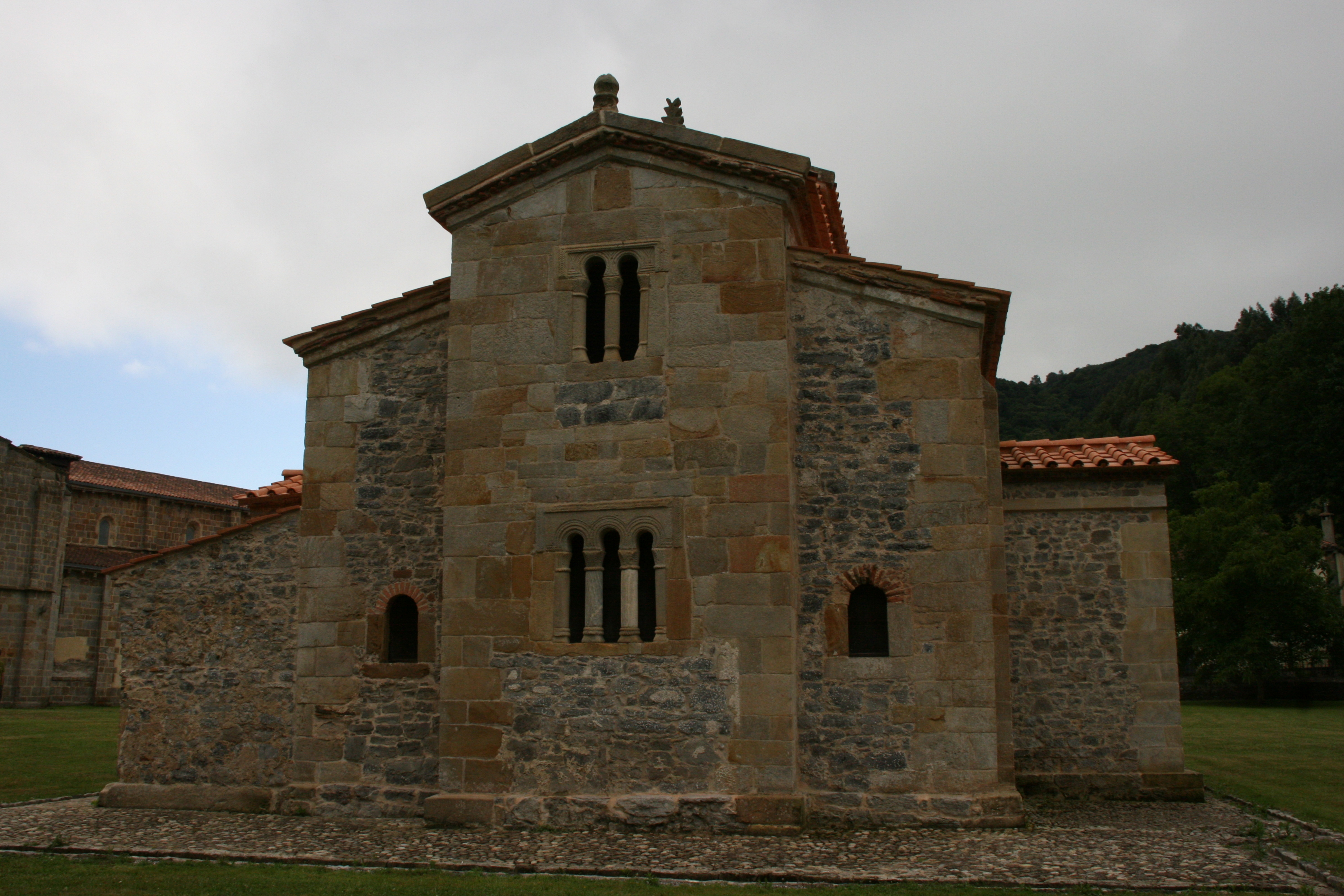
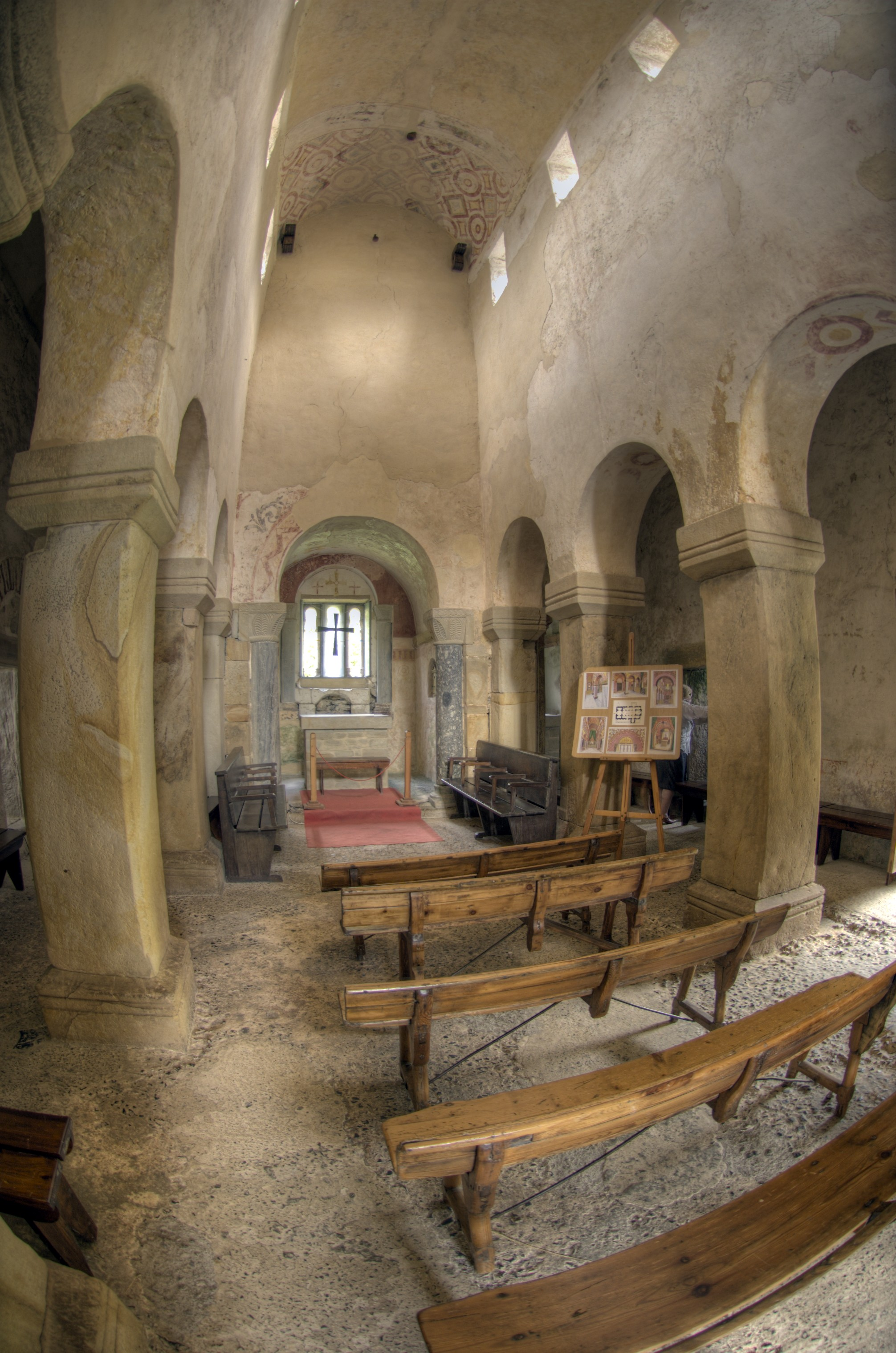
内部
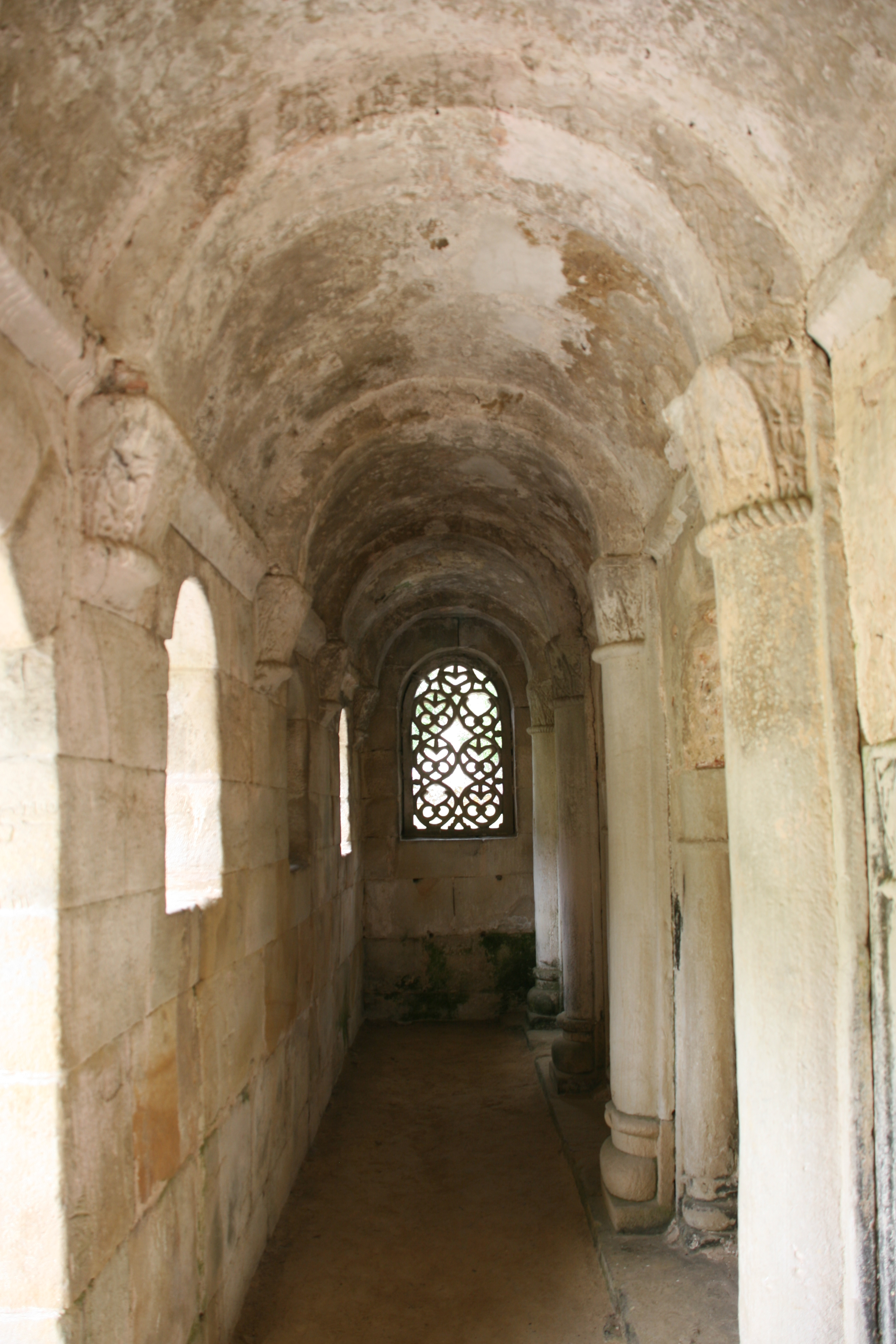
内部
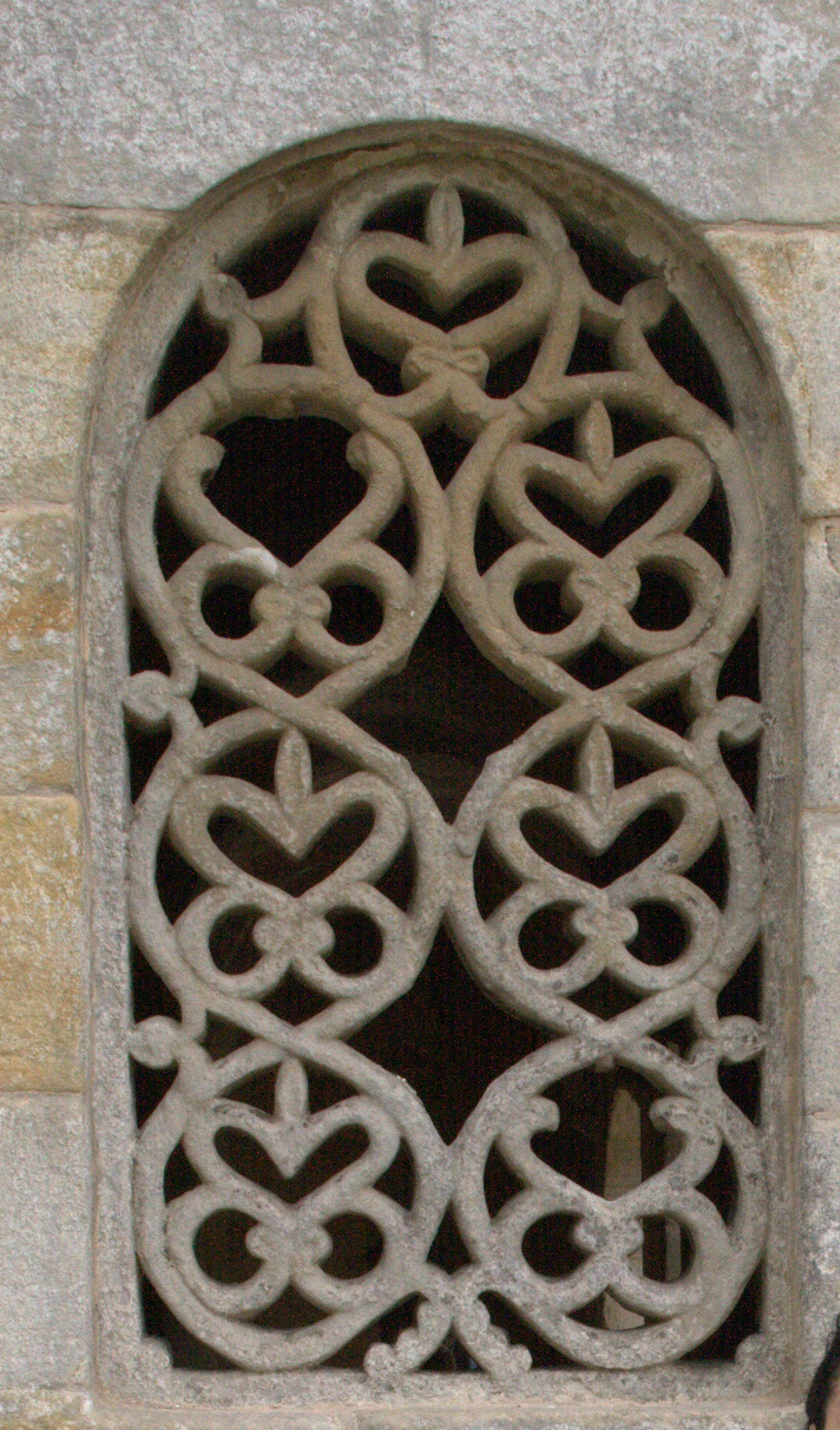

## 脚注
1. ↑  Aguado Bleye 1947，第529頁
2. ↑  Arias Paramo 1992，第32頁
3. ↑  Fernández Conde 1994，第213頁
4. ↑  Fernández Conde 1994，第26頁
5. ↑   (PDF) 155. Gaceta de Madrid. 1931-06-03: 1184  [2018-11-19]. （原始内容存档 (PDF)于2018-07-22） （西班牙语）.
6. ↑  Arias Paramo 1992，第81頁
7. ↑  Radiotelevisión del Principado de Asturias. . www.rtpa.es. 2011-03-24  [2018-11-19]. （原始内容存档于2016-02-05） （西班牙语）.